# 3335 Quanzhou
3335 Quanzhou este un asteroid din centura principală, descoperit pe 1 ianuarie 1966, de Observatorul Zijinshan.